# Scilla odorata
Scilla odorata är en sparrisväxtart som beskrevs av Heinrich Friedrich Link. Scilla odorata ingår i släktet blåstjärnesläktet, och familjen sparrisväxter. Inga underarter finns listade i Catalogue of Life.